# 石川ほずみ
石川 ほずみ（いしかわ ほずみ・1978年11月26日 - ）は、日本のモデル、女優。本名石川 葉雪（いしかわ はゆき）。東京都出身。

## 人物
- フランス語、英語、ドイツ語、イタリア語、韓国語に堪能なマルチリンガルである。

## 活動歴
- ヴィダルサスーンロンドンチームヘアーショー（マークヘイズ専属）6年
- 国内ファッションショー
- 国内美容サロンヘアーショー
- ビューティー系雑誌多々
- 国内美容サロン ZELE 全国大会コンテストグランプリ受賞2回
- 国内美容サロン ZELE 全国大会美容写真部門グランプリ受賞
- LANCEL×美人時計コラボレーション
- 2012年ベストジーニストファイナリスト

### 雑誌
- ヘアーモード 表紙
- Olive
- Spur
- Tokyo Walker
- Zipper
- Cutie
- Ginza

### グラフィック
- カメラマン峰村隆三 個展被写体
- カメラマン亀山ののこ 作品被写体
- カメラマン谷口クリス 作品被写体

### CM・CF
- PSP×PORTER ポシェット CF
- 日清麺職人 CM
- ロッテチューインガムCF
- トヨタ自動車 ラクティスCF
- 一本満足CF
- 東京ディズニーランドCF
- 資生堂マシェリCF
- SONYヘッドフォンCF
- ケンタッキーフライドチキンCM
- クレンジングバームDUO CF
- Panasonic×センサリールーム　youtube動画

### ドラマ
- ドラマ「弁護士一ノ瀬凛子」

### 舞台
- 東京俳優市場2011春
- イッセー尾形とふつーの人々
- 「おい!オヤジ。」2012年春公演
- 演劇集団アトリエッジ「ぞめきの消えた夏 〜グアム玉砕戦乱舞闘〜」（2013年9月18日 - 2013年9月23日）

### 映画
- 「指輪をはめたい」OL役 全国ロードショー
- 「愛のゆくえ」主演 / 主題歌
- 「ゆきわり草」ナレーション